# فیروزآبادتپه
فیروزآبادتپه، روستایی از توابع بخش  مرکزی شهرستان کنگاور در استان کرمانشاه ایران است.

## جمعیت
این روستا در دهستان کرماجان قرار دارد و براساس سرشماری مرکز آمار ایران در سال ۱۳۸۵، جمعیت آن ۳۶۴ نفر (۷۲ خانوار) بوده‌است.